# Международный газовый союз
Международный газовый союз  (англ. International Gas Union) - международная профессиональная ассоциация, объединяющая представителей мировой газовой отрасли .
Международный газовый союз был учрежден в 1931 году с целью способствовать развитию газовой промышленности в мировом масштабе. Зарегистрирован в Веве, Швейцария, секретариат расположен в Осло, Норвегия.

## Членство
В настоящее время в состав МГС входят более 100 членов (72 действительных и 30 ассоциированных членов) из 71 страны мира, на долю которых приходится 95% добычи природного газа в мире. Членством в МГС обладают национальные ассоциации газовиков, а также крупные компании представители газовой индустрии.
Советский Союз участвовал в деятельности МГС с 1957 года. Действительным членом МГС от России в настоящее время является ОАО «Газпром». В качестве ассоциированных членов (с меньшими полномочиями) от нашей страны в деятельности МГС участвуют Российское газовое общество (РГО) и «Союз независимых производителей газа (Россия)». О своем желании войти в МГС в качестве ассоциированного члена заявило ЗАО НПО «Спецнефтегаз». Кроме того, в качестве аффилированной организации с МГС сотрудничает Национальная газомоторная ассоциация России.
С 9 мая 2022 года членство Российской Федерации в МГС было приостановлено.

## Органы управления
Высшим органом МГС является Всемирная газовая конференция, которая проходит раз в три года. Мировые газовые конгрессы проводятся в разных странах. Первый проходил в Лондоне. Впоследствии конференции проходили в Швейцарии, Франции, США, Голландии, Германии и ряде других стран. В 1970 году конгресс состоялся в Москве.
25 газовая конференция прошла в Малайзии в 2012 г.
Президент Малайзийской газовой ассоциации Абдул Рахим Хашмим являлся президентом МГС в 2009-2012 гг.
Высшим органом руководства МГС в период между Всемирными газовыми конференциями является Совет, в который входят по одному представителю от каждой страны — действительного члена МГС и который собирается не реже одного раза в год.
Очередное заседание Совета прошло 24 сентября 2008 г. в Кёнджу (Республика Корея). На заседании Совета состоялись выборы Президента МГС на период 2012 — 2015 гг. и, соответственно, места проведения Мирового газового конгресса в 2015 г. По результатам тайного голосования была избрана Франция, а представитель компании TOTAL Жером Феррье занял пост Президента МГС в 2012 г.
Рабочие органы МГС охватывают все аспекты газовой индустрии, включая разведку, добычу и хранение газа, СПГ, использование газа. МГС занимается продвижением технических и экономических достижений газовой индустрии и поощряет бережное отношение к окружающей среде.
В настоящее время шесть представителей российской компании «Газпром» работают в руководящих органах МГС. В 2007 году создан Координационный комитет по сотрудничеству ОАО «Газпром» с МГС. «Газпром» представлен и в Стратегическом комитете Международной научно-исследовательской конференции МГС IGRC.

## Внешние ссылки
- Официальный веб-сайт